# Шокова тактика
Шоковаа тактика (обикновено използвана в миналото с конница) е настъпателен маньовър чрез бърз напредък.
Цели да подложи врага на психологически натиск за принуждаване на неговите бойци да се оттеглят. Приема се, че има високо ниво на риск за постигането на решителен резултат при този вид военни действия.
Шоковите тактики обикновено са изпълнявани от тежка кавалерия, но понякога са постигани и с тежка пехота. Най-известните шокови тактики са от Средновековието при атаки с конница. Този тип шокова атака е бил извършван с тежко въоръжена кавалерия с кавалерийски копия, обикновено наведени, галопиращи в пълна скорост срещу тактическата формация на врага.
Според Дженифър Уолок този вид тактика става възможен с изобретяването на стремето .